# Gora Umova
Gora Umova är ett berg i Antarktis. Det ligger i Östantarktis. Australien gör anspråk på området. Toppen på Gora Umova är 1 981 meter över havet.
Terrängen runt Gora Umova är huvudsakligen platt, men åt nordväst är den kuperad. Trakten är obefolkad. Det finns inga samhällen i närheten.